# Georg Christoph Eimmart den äldre
Georg Christoph Eimmart den äldre, född 1603, död 1658, var en tysk konstnär. Han var far till Georg Christoph Eimmart den yngre.
Eimmart utförde porträtt, landskap och stilleben i olja samt kopparstick med religiösa motiv.